# Polyommatus arene
Polyommatus arene är en fjärilsart som beskrevs av Fawcett 1904. Polyommatus arene ingår i släktet Polyommatus och familjen juvelvingar. Inga underarter finns listade i Catalogue of Life.